# 다카토성

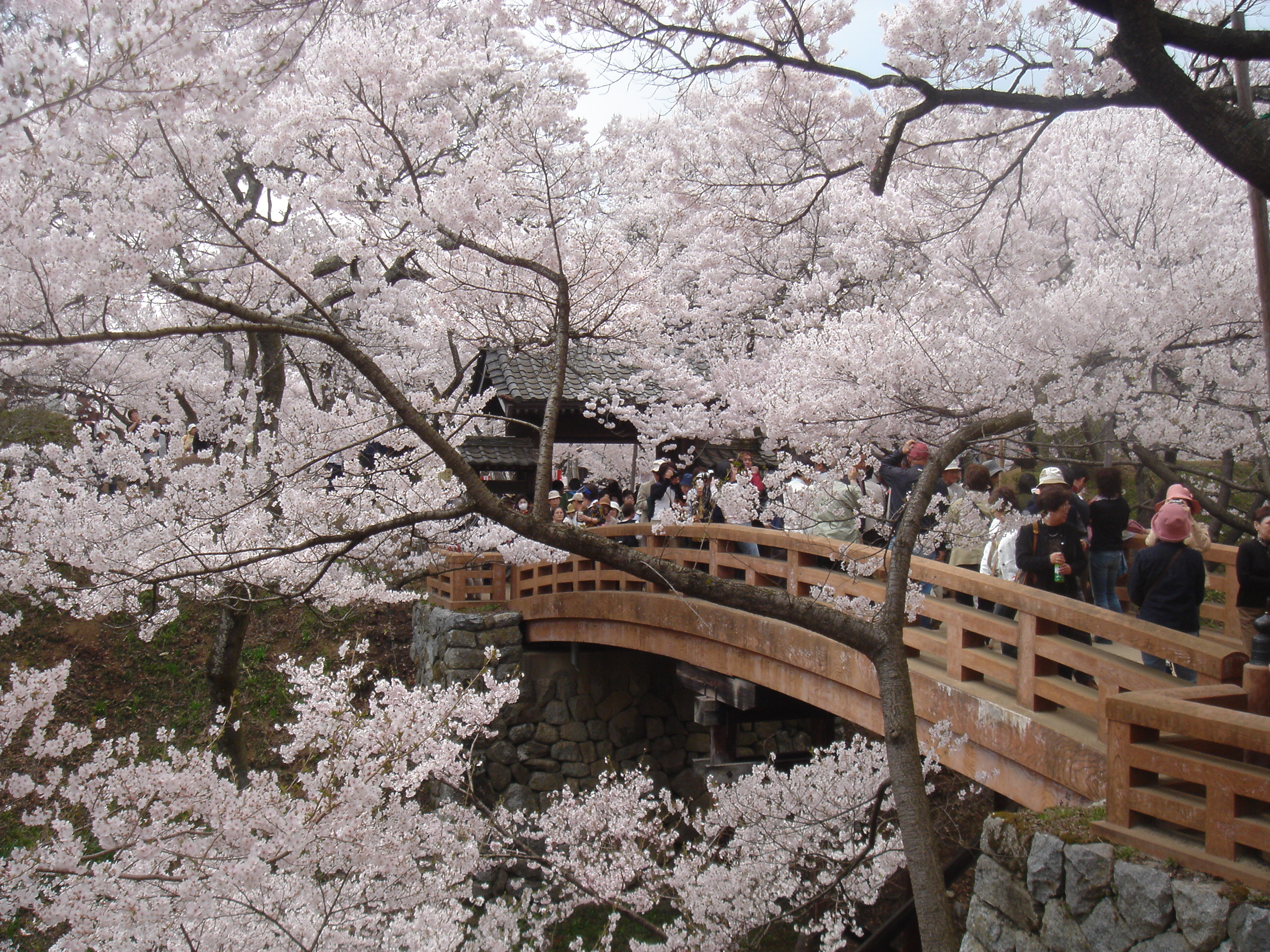
다카토성

다카토성(高遠城 다카토조[*])은 일본 나가노현 이나시에 있는 성이다. 국가 사적으로 지정되어 있다.